# Hökerum
Hökerum is een plaats in de gemeente Ulricehamn in het landschap Västergötland en de provincie Västra Götalands län in Zweden. De plaats heeft 684 inwoners (2005) en een oppervlakte van 91 hectare.

## Verkeer en vervoer
Bij de plaats loopt de Riksväg 40.